# Orville Gibson
Orville H. Gibson (urodzony w 1856 w Chateaugay w stanie Nowy Jork, zmarły 21 sierpnia 1918 w Ogdensburg w stanie Nowy Jork) – lutnik, założyciel firmy znanej obecnie jako Gibson Guitar Corporation, która zajmuje się produkcją gitar i innych instrumentów muzycznych. Jego imieniem został także nazwany japoński oddział Gibsona, istniejący w latach 1988–1998 Orville by Gibson.
Urodził się na farmie niedaleko miasteczka Chateaugay, na obszarze zwanym "Earlville". Był synem angielskiego imigranta Johna W. oraz Amy Nichols Gibson pochodzącej z Peru w stanie Nowy Jork. Był najmłodszym spośród piątki rodzeństwa. Miał dwie siostry (Pluma i Emma) oraz dwóch braci (Orzo i Lovell).
W 1894 stworzył w swoim domu w Kalamazoo pracownię, w której opracował zupełnie nowy styl budowy mandolin i gitar, z płytami wierzchnimi ciętymi i wygiętymi w łuk jak w skrzypcach. Jego dzieła były na tyle nowatorskie, że w roku 1898 uzyskał patent. Dodatkowo, instrumenty były głośniejsze i posiadały dłuższy okres wybrzmiewania dźwięku niż ich ówczesne odpowiedniki.
Opierając się na pomysłach Orville’a Gibsona pięciu biznesmenów z Kalamazoo założyło w 1902 roku firmę Gibson Mandolin Guitar Mfg. Co., Ltd.
Sam Gibson w latach 1907–1911 był wielokrotnie hospitalizowany z powodu jego problemów zdrowotnych (i prawdopodobnie także psychicznych). Po kilkuletniej przerwie ponownie pojawił się w szpitalu w roku 1916. Zmarł 21 sierpnia 1918 roku z powodu chronicznego zapalenia wsierdzia i został pochowany na cmentarzu Morningside w Malone.